# Grand Prix Španělska 1998
Velká cena Španělska (XL Gran Premio Telefónica de España) vozů Formule 1 se v roce 1998 jako 619. Grand Prix konala 10. května na okruhu Catalunya. Závod se jel na 65 kol po 4,728 km, celkem na 307,196 kilometrů. Skončil vítězstvím Miky Häkkinena a stáje McLaren.

## Výsledky
| Pozice | Jezdec                | Vůz            | Čas         |
| ------ | --------------------- | -------------- | ----------- |
| 1      | Mika Häkkinen         | McLaren MP4/13 | 1:33'37.621 |
| 2      | David Coulthard       | McLaren MP4/13 | á 0:09:439  |
| 3      | Michael Schumacher    | Ferrari F300   | á 0:47:095  |
| 4      | Alexander Wurz        | Benetton B198  | á 1:02:538  |
| 5      | Rubens Barrichello    | Stewart SF2    | á 1 kolo    |
| 6      | Jacques Villeneuve    | Williams FW20  | á 1 kolo    |
| 7      | Johnny Herbert        | Sauber C17     | á 1 kolo    |
| 8      | Heinz-Harald Frentzen | Williams FW20  | á 2 kola    |
| 9      | Jarno Trulli          | Prost AP01     | á 2 kola    |
| 10     | Jean Alesi            | Sauber C17     | á 2 kola    |
| 11     | Ralf Schumacher       | Jordan 198     | á 2 kola    |
| 12     | Jan Magnussen         | Stewart SF2    | á 2 kola    |
| 13     | Toranosuke Takagi     | Tyrrell 026    | á 2 kola    |
| 14     | Šindži Nakano         | Minardi M198   | á 2 kola    |
| 15     | Esteban Tuero         | Minardi M198   | á 2 kola    |
| 16     | Olivier Panis         | Prost AP01     | á 5 kol     |
| Kolo   | Odstoupili            | -              | -           |
| 46     | Damon Hill            | Jordan 198     | Motor       |
| 28     | Eddie Irvine          | Ferrari F300   | Kolize      |
| 28     | Giancarlo Fisichella  | Benetton B198  | Kolize      |
| 21     | Mika Salo             | Arrows A19     | Motor       |
| 20     | Pedro Diniz           | Arrows A19     | Motor       |

### Nejrychlejší kolo
- Mika Häkkinen  McLaren 1'24.275

### Vedení v závodě
- 1-26 kolo Mika Häkkinen
- 27 kolo David Coulthard
- 28-45 kolo Mika Häkkinen
- 46 kolo David Coulthard
- 47-65 kolo Mika Häkkinen

### Postavení na startu
- Modře – startoval z boxu
- Červeně – nekvalifikoval se

| 1. řada  | 1                                       | 2                                        |
|          | Mika Häkkinen McLaren 1'20.262          | David Coulthard McLaren 1'20.996         |
| 2. řada  | 3                                       | 4                                        |
|          | Michael Schumacher Ferrari 1'21.785     | Giancarlo Fisichella Benetton 1'21.894   |
| 3. řada  | 5                                       | 6                                        |
|          | Alexander Wurz Benetton 1'21.965        | Eddie Irvine Ferrari 1'22.350            |
| 4. řada  | 7                                       | 8                                        |
|          | Johnny Herbert Sauber 1'22.794          | Damon Hill Jordan 1'27.592               |
| 5. řada  | 9                                       | 10                                       |
|          | Rubens Barrichello Sauber 1'22.860      | Jacques Villeneuve Williams 1'22.885     |
| 6. řada  | 11                                      | 12                                       |
|          | Ralf Schumacher Jordan 1'22.927         | Olivier Panis Prost 1'22.963             |
| 7. řada  | 13                                      | 14                                       |
|          | Heinz-Harald Frentzen Williams 1'23.197 | Jean Alesi Sauber 1'23.327               |
| 8. řada  | 15                                      | 16                                       |
|          | Pedro Diniz Arrows 1'23.704             | Jarno Trulli Prost 1'23.748              |
| 9. řada  | 17                                      | 18                                       |
|          | Mika Salo Sauber 1'23.887               | Jan Magnussen Stewart 1'24.112           |
| 10. řada | 19                                      | 20                                       |
|          | Esteban Tuero Minardi 1'24.265          | Šindži Nakano Minardi 1'24.538           |
| 11. řada | 21                                      | 22                                       |
|          | Toranosuke Takagi Tyrrell 1'24.722      | Ricardo Rosset Tyrrell 1'25.946 (107,1%) |
| -------- | --------------------------------------- | ---------------------------------------- |

- Ricardo Rosset se do závodu nekvalifikoval / kvalifikační limit byl 107% času vítěze

### Zajímavosti
- 10. GP pro motor Arrows.
- 10. GP pro motor Mecachrome.
- 10. GP pro motor Playlife.
- 200. GP pro pneumatiky Bridgestone

| Pole position  | Vítězství      | Nejrychlejší kolo |
| Finsko         | Finsko         | Finsko            |
| Mika Häkkinen  | Mika Häkkinen  | Mika Häkkinen     |
| McLaren MP4/13 | McLaren MP4/13 | McLaren MP4/13    |
| 1'20.262       | 1:33'37.621    | 1'24.275          |
| 212.065 km/h   | 196.943 km/h   | 201.967 km/h      |
| -------------- | -------------- | ----------------- |

### Stav MS
| *  | Jezdec                | Body |
| -- | --------------------- | ---- |
| 1  | Mika Häkkinen         | 36   |
| 2  | David Coulthard       | 29   |
| 3  | Michael Schumacher    | 24   |
| 4  | Eddie Irvine          | 11   |
| 5  | Alexander Wurz        | 9    |
| 6  | Heinz-Harald Frentzen | 8    |
| 7  | Jacques Villeneuve    | 6    |
| 8  | Jean Alesi            | 3    |
| 9  | Rubens Barrichello    | 2    |
| 10 | Johnny Herbert        | 1    |
| 11 | Giancarlo Fisichella  | 1    |

| * | Vozy     | Body |
| - | -------- | ---- |
| 1 | McLaren  | 65   |
| 2 | Ferrari  | 35   |
| 3 | Williams | 14   |
| 4 | Benetton | 10   |
| 5 | Sauber   | 4    |
| 6 | Stewart  | 2    |

| * | Jezdec         | Body |
| - | -------------- | ---- |
| 1 | Velká Británie | 41   |
| 2 | Finsko         | 36   |
| 3 | Německo        | 32   |
| 4 | Rakousko       | 9    |
| 5 | Kanada         | 6    |
| 6 | Francie        | 3    |
| 7 | Brazílie       | 2    |
| 8 | Itálie         | 1    |